# Villa Monsees
Die Villa Monsees, Bergstraße 33, zentral in der niedersächsischen Gemeinde Worpswede, wurde im dritten Drittel des 19. Jahrhunderts gebaut. Aktuell (2025) wird sie seit 1980 als Galerie genutzt.
Das Gebäude steht unter Denkmalschutz (siehe auch Liste der Baudenkmale in Worpswede).

## Geschichte und Beschreibung
Das zweigeschossige, weiß verputzte, massive klassizistische Gebäude auf Sockel, mit pfannengedecktem Walmdach und in Putzquaderung wurde um 1880 für den Bauernsohn Johann Monsees nach seiner Rückkehr aus den USA gebaut. Eine symmetrische Fassadengliederung mit Rundbogenfenstern im Erdgeschoss und rechteckigen im Obergeschoss sowie mittigem Eingang unter einem Vorbau auf zwei ionischen Säulen, mit Balkon und Freitreppe, betont die repräsentative Gestaltung. Im Gegensatz zum massiven Haupthaus besteht ein späterer eingeschossiger westlicher Anbau in erster Linie aus Fensterelementen. Durch sein transparentes Erscheinungsbild hebt sich der Anbau vom Haupthaus ab.
Nach dem Tod von Monsees zogen Franz und Philine Vogeler in die obere Etage der Villa ein. Nach mehrfachem Eigentümerwechsel und einigen Umbauten in den 1960er Jahren wurde das Haus 1980 von Ingrid und Wilfried Cohrs-Zirus erworben und saniert. Sie richteten hier die Galerie Cohrs-Zirus ein, um alte und neue Worpsweder Kunst auszustellen.
Franz und Philine Vogeler stellten 1906 Bilder des Malers Heinrich Vogeler in einer Kunstausstellung in einem umgebauten ehemaligen Kutscherhaus aus – direkt neben der Villa Monsees.
Das Landesdenkmalamt befand u. a.: „… klassizistische Villa Monsees … im ansonsten noch vollkommen dörflichen Umfeld Worpswedes …“